# Leona bosszúja
A Leona bosszúja (El amor invencible) 2023-as mexikói telenovella, amelyet Pablo Ferrer García-Travesí és Santiago Pineda Aliseda alkotott. A főbb szerepekben Angelique Boyer, Danilo Carrera, Leticia Calderón, Daniel Elbittar, Marlene Favela, és  Guillermo García Cantú látható.
Mexikóban 2023. február 20-a és 2023. június 9-e között sugározta a Las Estrellas, Magyarországon 2024. február 8-a és 2024. június 5-e között sugározta a TV2.

## Történet
Miután tizenöt évvel ezelőtt elveszítette szeretteit, és azt hitte, hogy kisbabáit első szerelme apja ölte meg, Leona Bravo (Angelique Boyer) az igazságosság útjára indul mindazok ellen, akik bántották őt. A folyamat során Leona rájön, hogy gyermekei valóban élnek, és újra találkozik egy régi barátjával, akivel rátalál az igaz szerelemre. Emiatt meg fog szakadni az igazságosság iránti vágy és a két gyermekével való kapcsolatának újjáépítése, valamint a szerelembe vetett hit visszaszerzése között.

## Szereplők

### Főszereplők
| Színész                                   | Szereplő                                                   | Magyar hang                           |
| ----------------------------------------- | ---------------------------------------------------------- | ------------------------------------- |
| Angelique Boyer Dalexa Meneses (fiatalon) | Marena Ramos / Leona Bravo                                 | Zakariás Éva Laudon Andrea (fiatalon) |
| Danilo Carrera Mikel Mateos (fiatalon)    | Adrián Hernández / David Alejo                             | Papp Dániel Tóth Márk (fiatalon)      |
| Leticia Calderón                          | Josefa Aizpuru                                             | Nyírő Beáta                           |
| Daniel Elbittar Daney Mendoza (fiatalon)  | Gael Torrenegro Aizpuru                                    | Crespo Rodrigo Gacsal Ádám (fiatalon) |
| Marlene Favela                            | Columba Villarreal de Torrenegro                           | Pap Kati                              |
| Guillermo García Cantú                    | Ramsés Torrenegro Mansour                                  | Kárpáti Levente                       |
| Arcelia Ramírez                           | Consuelo Domínguez de Gómez                                | Kocsis Judit                          |
| Gabriela Platas                           | Camila Torrenegro Aizpuru de Peralta                       | Farkasházi Réka                       |
| Alejandra Ambrosi                         | Jacinta Hernández                                          | Kiss Erika                            |
| Víctor González                           | Calixto Peralta                                            | Zöld Csaba                            |
| Luz María Jerez                           | Clara Hernández                                            | Vándor Éva                            |
| Isabella Tena                             | Ana Julia Peralta Torrenegro / Ana Julia Torrenegro Ramos  | Hegedűs Johanna                       |
| Emiliano González                         | Benjamín García Hernández / Benjamín Torrenegro Ramos      | Czető Ádám                            |
| Ana Tena                                  | Dolores Lola García                                        | Hermann Lilla                         |
| Karla Gaytán                              | Itzel Gómez Domíngue                                       | Dolmány-Bogdányi Korina               |
| Lukas Urkijo                              | Teodoro "Teo" Gómez Domínguez                              | Gáll Dávid                            |
| Abril Michel                              | Francisca "Kika" Torrenegro Villarreal                     | Mayer Szonja                          |
| Pedro de Tavira                           | Matías Torrenegro Aizpuru                                  | Renácz Zoltán                         |
| Regina Velarde                            | Flor García Hernández                                      | Keviczky Szilvia                      |
| Cinthia Aparicio                          | Rita                                                       | Vámos Mónika                          |
| José Daniel Figueroa                      | Jeremías García                                            | Egressy G. Tamás                      |
| Luis Arturo                               | Romeo Lombardi                                             | Ács Balázs                            |
| Carlos Orozco P.                          | Cristóbal Gómez                                            | Forgács Gábor                         |
| Sebastián Guevara                         | Oliver Torrenegro Villarreal                               | Nagy Krisztofer                       |
| Mía Fabri                                 | "Lily" Romero Hernández / Liliana "Lily" García Hernández9 | Schmidt Regina                        |
| Juanpa Molina                             | Danilo Torrenegro                                          | Holló-Zsadányi Norman                 |
| Juan Soler                                | Apolo Torrenegro Mansour                                   | Rosta Sándor                          |

### Mellékszereplők
| Színész                 | Szereplő           | Magyar hang        |
| ----------------------- | ------------------ | ------------------ |
| Pablo Perroni           | Bernal Ramos       | Törköly Levente    |
| Ludyvina Velarde        | Cleo de Ramos      | Oláh Orsolya       |
| Fernanda Valenzuela     | Tina               | Illésy Éva         |
| Emilio Palacios         | Alino séf          | Sipka Gábor        |
| Dan Osorio              | Dr. Orión Bustillo | Papucsek Vilmos    |
| Christopher Aguilasocho | Manuel             | Hujber Ferenc      |
| Emilio Caballero        | Dano               | Berkes Bence       |
| Magaly Flores           | Muchi              | Nagy Edit          |
| Horacio Beamonte        | Narvi              | Holl Nándor        |
| Deicardi Díaz           | Valerio            | Kis Horváth Zoltán |
| Eduardo Barajas         | Silvano Romero     | Posta Victor       |
| Ignacio Casano          | Marco Núñez        | Megyeri János      |
| Sergio Basáñez          | Orlando Lombardi   | Rába Roland        |

## Évados áttekintés
| Évad | Évad | Epizódok száma | Eredeti sugárzás  | Eredeti sugárzás | Eredeti sugárzás | Magyar sugárzás  | Magyar sugárzás | Magyar sugárzás |
| Évad | Évad | Epizódok száma | Évadpremier       | Évadfinálé       | Eredeti adó      | Évadpremier      | Évadfinálé      | Magyar adó      |
| ---- | ---- | -------------- | ----------------- | ---------------- | ---------------- | ---------------- | --------------- | --------------- |
|      | 1.   | 80             | 2023. február 20. | 2023. június 9.  |                  | 2024. február 8. | 2024. június 5. | TV2             |

## A sorozat készítése

### Előkészület
2022 júliusában Juan Osorio bejelentette, hogy megkezdte következő telenovellájának előgyártását, melynek munkacíme Amor impossible volt.  A forgatás 2022. november 7-én kezdődött.